# Aliança Nacional (Letònia)
L'Aliança Nacional (en letó: Nacionālā apvienība, NA), oficialment l'Aliança Nacional “Tot per Letònia!” – “Per la Pàtria i la Llibertat/LNNK” (letó: Nacionālā apvienība "Visu Latvijai!" – "Tēvzemei un Brīvībai/LNNK") és un partit polític letó, d'ideologia nacional-conservador i populista de dretes.
El partit té els seus orígens en la coalició electoral formada pels partits Tot per Letònia! i Per la Pàtria i la Llibertat/LNNK, per a presentar-se a les eleccions legislatives de 2010, a les quals va obtenir 8 escons al Saeima. El 23 de juliol de 2011, la coalició va unificar-se com a partit polític.
A les eleccions extraordinàries de 2011, Aliança Nacional va presentar com a candidat a primer ministre Gaidis Bērziņš. El partit va obtenir el 13,88% dels vots i 14 escons, quedant en quarta posició.

## Resultats electorals

### Eleccions legislatives
| Any  | Lider           | Resultats | Resultats | Resultats | Resultats | Resultats | Pos. | Govern             |
| Any  | Lider           | Vots      | %         | ± pp      | Escons    | +/–       | Pos. | Govern             |
| ---- | --------------- | --------- | --------- | --------- | --------- | --------- | ---- | ------------------ |
| 2010 | Roberts Zīle    | 74,029    | 7.84      | Nou       | 8 / 100   | Nou       | 4t   | Oposició           |
| 2011 | Raivis Dzintars | 127,208   | 14.01     | 6.17      | 14 / 100  | 6         | =    | Coalició           |
| 2014 | Raivis Dzintars | 151,567   | 16.72     | 2.71      | 17 / 100  | 3         | =    | Coalició           |
| 2018 | Roberts Zīle    | 92,963    | 11.08     | 5.64      | 13 / 100  | 4         | 5è   | Coalició           |
| 2022 | Raivis Dzintars | 84,939    | 9.40      | 1.68      | 13 / 100  | =         | 4t   | Coalició (2022-23) |
| 2022 | Raivis Dzintars | 84,939    | 9.40      | 1.68      | 13 / 100  | =         | 4t   | Oposició (2023-)   |

### Eleccions europees
| Any  | Líder        | Vots    | %          | Escons | +/– | Grup |
| ---- | ------------ | ------- | ---------- | ------ | --- | ---- |
| 2014 | Roberts Zīle | 63,229  | 17.56 (#3) | 1 / 8  | Nou | ECR  |
| 2019 | Roberts Zīle | 77,591  | 16.49 (#3) | 2 / 8  | 1   | ECR  |
| 2024 | Roberts Zīle | 114,853 | 22.32 (#2) | 2 / 9  | =   | ECR  |